# Pacto de não agressão soviético-lituano
O pacto de não agressão soviético-lituano (lituano: Lietuvos–TSRS nepuolimo sutartis) foi um pacto de não agressão, assinado entre a União Soviética e a Lituânia, em 28 de setembro de 1926. O pacto confirmou todas as disposições fundamentais do tratado de paz soviético-lituano de 1920. A União Soviética continuou a reconhecer Vilnius e a Região de Vilnius para a Lituânia, apesar do fato de os territórios estarem sob controle polonês desde a Revolta de Żeligowski em 1920. Também reconheceu os interesses da Lituânia na Região de Klaipeda. Em troca, a Lituânia concordou em não participar de nenhuma aliança contra a União Soviética, o que significava isolamento internacional no momento em que a União Soviética não era um membro da Liga das Nações. Ratificações foram trocadas em Kaunas em 9 de novembro de 1926, e o pacto entrou em vigor no mesmo dia. O pacto foi registrado na League of Nations Treaty Series em 4 de março de 1927.
O pacto foi iniciado pelo lituanos que buscavam um novo rumo na política externa após os Tratados de Locarno. As negociações tiveram início em 25 de dezembro de 1925, quando o Comissário do Povo para os Assuntos Externos Georgy Chicherin parou em Kaunas a caminho de Moscou. As negociações foram difíceis já que Letônia e Estônia desaprovaram o pacto porque impedia a criação da Entente do Báltico, a Polônia alegou que o acordo violava a Paz de Riga, e a Alemanha estava cautelosa sobre o fortalecimento das reivindicações lituanas para a Região de Klaipeda.
O pacto foi controverso na Lituânia e sua ratificação pela Terceira Seimas em 5 de novembro de 1926 causou protestos estudantis contra a "bolchevização" da Lituânia. Como um dos protestos foi disperso pela força, é citado como uma das razões para o golpe militar em dezembro de 1926. No entanto, os diplomatas acreditavam que manter a disputa sobre a Região de Vilnius relevante na política europeia valia a pena o custo. O pacto original definido para expirar em cinco anos, portanto, em 6 de maio de 1931, foi prorrogado por mais cinco anos. Em 4 de abril de 1934, foi prorrogado para 31 de dezembro de 1944. Uma convenção em separado foi assinada para definir "agressão" em 5 de julho de 1933. O pacto foi rompido quando em 15 de junho de 1940 a União Soviética ocupou a Lituânia.